# Thréonine ammonia-lyase
La thréonine ammonia-lyase, appelée aussi thréonine déhydratase est une enzyme impliquée dans la voie de biosynthèse de l'isoleucine. Elle catalyse la réaction suivante :
L-thréonine  {\displaystyle \rightleftharpoons }  2-oxobutanoate + NH3
Une forme modifiée est aujourd'hui utilisée afin de produire la L-isoleucine en grande quantité, grâce à la modification d'un site allostérique.